# TempleOS
Nem összekeverendő ezzel: J (operációs rendszer)
A TempleOS (korábban J Operating System, SparrowOS és LoseThos) egy bibliai témájú operációs rendszer. Egyedüli szerzője Terry A. Davis amerikai programozó, aki egy évtizeden át fejlesztette a rendszert, és aki a szoftvert a Bibliában jövendölt Jeruzsálem harmadik templomának tartotta. A rendszer fejlesztése pszichotikus epizódok sorozata után kezdődött meg, melyet Davis később Istentől kapott kinyilatkoztatásnak tartott.
A rendszer úgy írható le, mint egy modern x86-64-es Commodore 64, mely a DOS-hoz hasonló felhasználói felülettel rendelkezik. A rendszer bizonyos tulajdonságait, mint a 640x480 felbontás, 16 színű kép és a limitált audiofunkcionalitás, Davis szerint Isten határozta meg. A rendszer egy C-hez hasonló programozási nyelvben lett írva (HolyC), mely a BASIC nyelv megfelelőjeként szolgál. A TempleOS alapértelmezetten tartalmaz egy repülőszimulátort, egy fordítót és egy kernelt.
A TempleOS első verziója 2005-ben jelent meg „J Operating System” néven, 2013-ban átnevezték TempleOS névre, utolsó frissítése pedig 2018-ban jelent meg. Informatikai közösségek pozitívan fogadták az operációs rendszert, és Davis egy kisebb rajongótáborra tett szert. Terry Davis 2018. augusztus 11-én hunyt el.

## Története

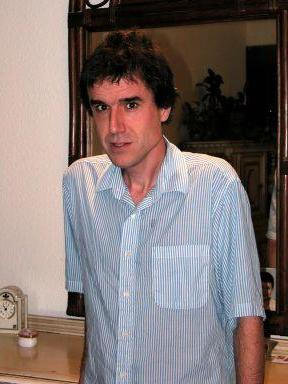
Terry A. Davis 2000 körül

Terry A. Davis (született: Terrence Andrew Davis, West Allis, Wisconsin, 1969. december 15. – The Dalles, Oregon, 2018. augusztus 11.) 1996 óta rendszeres mániás epizódoktól szenvedett, amelyek miatt számtalan alkalommal tartózkodott elmegyógyintézetekben. Kezdetben bipoláris zavarral, később pedig szkizofréniával diagnosztizálták, és élete hátralevő részére munkanélküli maradt. Téveszméktől szenvedett, földönkívüliekről és ügynökökről hallucinált, és emiatt rövid időre kórházba is került. Egy "kinyilatkoztatás" után azt állította, hogy közvetlen kommunikációban áll Istennel, aki azt mondta neki, hogy az operációs rendszere a "Harmadik templom" számára készül.
Davis a TempleOS fejlesztését 2003 környékén kezdte el. A rendszer egyik korai neve "J Operating System" volt, mielőtt átnevezte "LoseThos"-ra (utalva egy jelenetre az 1986-os A szakasz című filmből). Davis 2008-ban azt írta, hogy a LoseThos "főleg videojátékok számára" készül; nem rendelkezik hálózati funkcionalitásokkal, és nem tud csatlakozni az Internetre: azzal "csak újra feltalálná a kereket". Egy ideig Davis "SparrowOS"-nek hívta a rendszert, de végső neve TempleOS lett. 2013 nyarán a weboldalán bejelentette: "God's temple is finished. Now, God kills CIA until it spreads [sic]." Davis 2018. augusztus 11-én halálos vonatgázolás áldozata lett.

## Technikai jellemzők
A TempleOS egy 64-bites, nem-preemptív többfeladatos, többmagos, közkincs, nyílt forráskódú, kizárólag ring-0-ban futó, egycímteres, nem-hálózatos operációs rendszer a PC-re rekreációs programozás céljára. Az operációs rendszer 8-bites ASCII kódolást használ, a rajzokat a forráskódban tárolja és 2D/3D grafikus könyvtárral rendelkezik; a kijelző felbontása 16-színes 640x480. A billentyűs és kurzoros bevitel is támogatott. Fájlrendszerként az ISO 9660-t, FAT32-t és a saját készítésű RedSea-t használja, valamint képes adattömörítésére is. Davis szerint a rendszer számos tulajdonsága, mint a 640x480-as felbontás, 16 színes kép és az egyszerű hangrendszer Isten utasításai voltak. Azt állította, hogy a korlátozott képernyőfelbontás könnyebbé teszi gyerekeknek, hogy rajzokat készíthessenek Isten számára.
Az operációs rendszerhez többek között jár egy eredeti repülőszimulátor, egy HolyC fordítóprogram és a rendszermag. Az egyik beépített program az "After Egypt", egy játék, amelyben a játékos egy égő csipkebokorhoz utazik, ahol egy "nagy sebességű stopperórát" használ. A stopperóra egy orákulum, amely pszeudó-véletlenszerű szöveget hoz létre, és amelyet Davis egy Ouija táblához és glosszoláliához hasonlított. Egy példa a program által generált (angol nyelvű) szövegre:
|  | „among consigned penally result perverseness checked stated held sensation reasonings skies adversity Dakota lip Suffer approached enact displacing feast Canst pearl doing alms comprehendeth nought” |
|  | |

A TempleOS egy Davis által C-ben és C++-ban fejlesztett nyelven íródott, melyet "HolyC"-nek nevezett el. Ez a nyelv a C egy változata. A beépített rendszerhéj is ezt a nyelvet használja, ezért már a héjban is lehetséges egész programok írása. Az integrált fejlesztői környezet számos funkcióval rendelkezik, mint például képek beágyazása kódba. A program által használt nem-sztenderd szövegformátum (DolDoc) támogatja hiperlinkek, képek és 3D modellek beágyazását egy ASCII szövegbe. Így programok forráskódjában szerepelhet akár egy harckocsi forgó modellje is mint komment. Támogatott a JIT fordítás is. Davis összesen 100 000 sornyi kódot írt az operációs rendszere számára.

## Fogadtatás
Informatikai közösségek pozitívan fogadták az operációs rendszert és Davis egy kisebb rajongótáborra tett szert.

## Fordítás
- Ez a szócikk részben vagy egészben  a   TempleOS című angol Wikipédia-szócikk ezen változatának fordításán alapul.  Az eredeti cikk szerkesztőit annak laptörténete sorolja fel. Ez a jelzés csupán a megfogalmazás eredetét és a szerzői jogokat jelzi, nem szolgál a cikkben szereplő információk forrásmegjelöléseként.